# Pauli Arbarei
Pauli Arbarei är en ort och kommun i provinsen Sydsardinien i regionen Sardinien i sydvästra Italien. Kommunen hade 603 invånare (2017).